# Alfred Späte
Alfred Späte (* 20. Mai 1917 in Kayna; † 26. November 1979 ebenda) war ein deutscher Steinbildhauer und Steinmetz. Er ist nicht zu verwechseln mit dem Bildhauer Alfred Späte, der in München tätig war und derselben Familie zugehört. 

## Leben und Werk
Alfred Späte war der Sohn des Kaynaer Steinmetzen August Wilhelm Späte (1868–1952). Er absolvierte eine Ausbildung zum Steinbildhauer und erwarb den Meistertitel. Auch seine Brüder Heinrich (* 1915) und Friedrich (1920–1944) wurden Bildhauer oder Steinmetze. 
Danach übernahm er in dritter Generation die 1851 von seinem Großvater August Wilhelm Späte (1826–1887) gegründete Bildhauer- und Steinmetzwerkstatt in Kayna. Späte arbeitete als Steinmetz, Steinbildhauer, Medailleur und Restaurator. Er schuf Werke für den öffentlichen Raum, u. a. in Kayna, im Tierpark Gera und auf mehreren Kinderspielplätzen. Bedeutung erlangte er vor allem als Schöpfer von Grabmalen, u. a. für bedeutende Persönlichkeiten der Wissenschaft und Kultur der DDR. 1966 erhielt er für seine Verdienste um die Grabmalkultur in der DDR die Waldo-Wenzel-Plakette der Arbeitsgemeinschaft Friedhof und Denkmal mit Sitz in Kassel.
Späte war Mitglied des Verbands Bildender Künstler der DDR. Er starb infolge eines Schwelbrands in seiner Werkstatt.
Die heutige Steinwerkstatt Christian Späte GmbH ist als Handwerksbetrieb für die Denkmalpflege eingetragen. Sie wird von Spätes Sohn, dem Bildhauer Christian Späte (* 1959) geführt. 

## Von Späte geschaffene Grabmale (Auswahl)
- Walter Rammner und seine Frau Christine (1954; Leipzig, Südfriedhof)[2]
- Günther Ramin (1956; Leipzig, Südfriedhof)[3]
- Eduard Erkes (1958; Leipzig, Südfriedhof)[4]
- Ludwig Mann (1959; Leipzig, Südfriedhof)[5]
- Felix Boenheim (1960; Leipzig, Südfriedhof)[6]
- Hans Neese (1961; Leipzig, Südfriedhof)[7]

## Ausstellungen (unvollständig)
- 1977/1978: Dresden, VIII. Kunstausstellung der DDR
- 1979: Halle (Saale), Bezirkskunstausstellung